# Charaxes antamboulou
Charaxes antamboulou es una especie de lepidóptero de la familia Nymphalidae. Es originaria de Madagascar.
Las larvas se alimentas de especies de Croton.